# Korta varor
Korta varor (från tyskans kurze Waren eller Kurzwaren) är en äldre benämning på varor som såldes per styck eller dussin, i motsats till långa varor (från tyskans lange Waren) som såldes per vikt eller längd. "Kort" innebar inte att de var korta utan hade mindre storlek. Traditionellt omfattades huvudsakligen sybehör. 
Som exempel kan nämnas knivar, knappar, kedjor och quincaillerievaror (mindre föremål av oädla metaller)  såsom broscher, örhängen och halsband, men även parfymer, speldosor, portföljer och andra galanterivaror (korta varor av finare och elegantare slag) räknades hit.